# 松本純 (フリーアナウンサー)
松本 純（まつもと じゅん、10月28日 - ）は、日本のフリーアナウンサー。オフィスキイワード大阪本社所属。

## 経歴
東京都で出生の後、兵庫県神戸市と宝塚市で育つ。大阪教育大学教育学部在学時には生田教室にも通っていた。
大学を卒業後、NHK奈良放送局の契約キャスターになる。その後は香川県と徳島県で仕事をした後、2012年4月からNHK岡山放送局の契約キャスターを務めていた。
NHKとの契約の終了後、オフィスキイワードに所属。同事務所からの派遣で、2016年4月から2018年3月までサンテレビ (SUN) の契約アナウンサーを務めていた。それと並行して、2017年にはエフエム京都 (α-STATION) のLine Casterも務めていた。
サンテレビとの契約の終了後、幼少期に生活していたことのある東京都へ転居する。そして2020年8月に第2子となる長男を出産し、2児の母になる。なお、生活拠点を東京へ移した後も近畿地方の番組に出演することがあり、オフィスキイワードでの所属先も大阪本社のまま変更なしとなっている。

## 担当番組

### テレビ番組
- ならナビ（NHK奈良放送局） - 「輝け！いちばん星」リポーター
- ぐるっと関西おひるまえ（NHK大阪放送局） - 奈良の話題担当
- ひるまえ もぎたて!（NHK岡山放送局） - キャスター[1]
- 岡山ニュース もぎたて!（NHK岡山放送局） - 「まるトク情報」リポーター[1]
- わかやま経済BizSearch（テレビ和歌山）
- SUN-TV日曜夕刊（サンテレビ） - キャスター
- NEWS PORT（サンテレビ） - サブキャスター
  - 火 - 金曜担当（2017年1月4日 - 3月31日）
  - 火・水曜担当（2018年1月9日 - 3月28日）

### ラジオ番組
- かんさい土曜ほっとタイム（NHK大阪放送局）
- Information系のミニコーナー各種（α-STATION） - Line Caster